# Пер семпре Альфредо
Пер семпре Альфредо (итал. Per sempre Alfredo) — шоссейная однодневная велогонка, проходящая по территории Италии с 2021 года.

## История
Гонка появилась благодаря инициативе компании Gruppo Sportivo Emilia, организатора таких гонок как Международная неделя Коппи и Бартали и Джиро дель Эмилия в 2021 году вместе с другой гонкой Сеттимана чиклистика Италиано и сразу вошла в календарь Европейского тура UCI с категорией 1.1. Её создание было приурочено к столетию со дня рождения Альфредо Мартини, бывшего итальянского велогонщика и тренера сборной Италии по велоспорту.
Название гонки происходит от надписи, которая была на майках сборной Италии на чемпионате мира сразу после его смерти в 2014 году.
Маршрут гонки проходит в провинции Флоренция (Тоскана) в окрестностях Сесто-Фьорентино.

## Призёры
| Год  | Победитель         | Второй        | Третий           |
| ---- | ------------------ | ------------- | ---------------- |
| 2021 | Маттео Москетти    | Микель Аристи | Самуэле Беллини  |
| 2022 | Марк Хирши         | Дион Смит     | Реми Мертц       |
| 2023 | Феликс Энгельгардт | Марк Стюарт   | Андерс Фольдагер |